# Пинеда-де-Мар
Пинеда-де-Мар (кат. Pineda de Mar) — муниципалитет в Испании, входит в провинцию Барселона в составе автономного сообщества Каталония. Занимает площадь 10,77 км². Расстояние до административного центра провинции — 56 км.

## Географическое положение
Пинеда-де-Мар расположена в юго-восточной части провинции Барселона. Муниципалитет находится в составе комарки Маресме, непосредственно на побережье Коста дель Маресме. Пинеда-де-Мар находится в 55 км от Барселоны и 45 км от Жироны.

## История

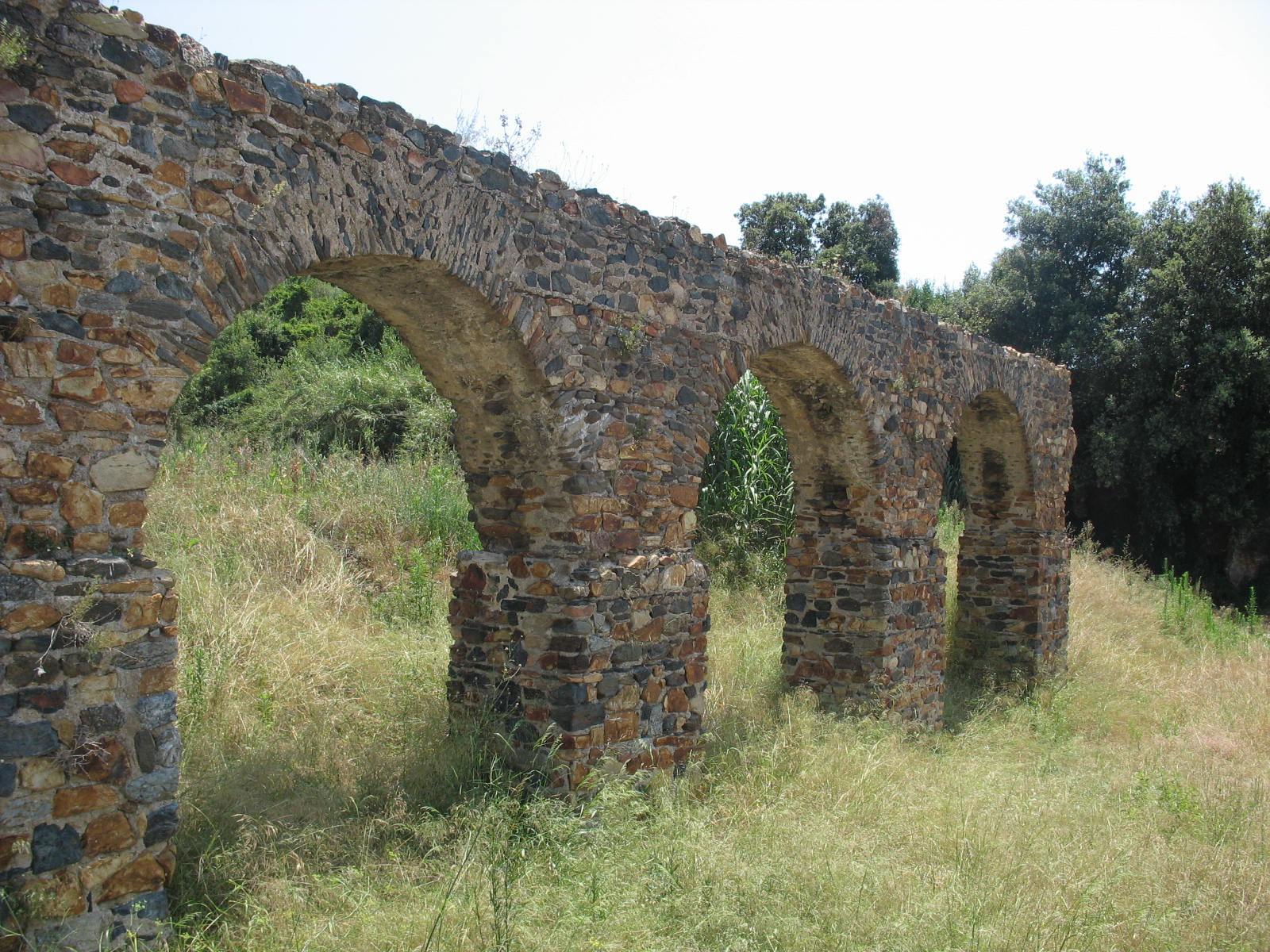
Остатки римского акведука

Найденные на территории Пинеды-де-Мар постройки иберийской эры (IV век до н. э.) говорят о том, что данная территория была заселена в античные времена. Иберы расселились сперва вдоль восточного побережья Пиренейского полуострова, постепенно уходя вглубь полуострова.
Во времена римской колонизации (с I века до н. э.) вдоль побережья появились множественные поселения, которые были связаны с Барсино (ныне Барселона) при помощи одной из римских дорог — via Augusta. На месте Пинеды-де-Мар находилось довольно влиятельное римское поселение, где оканчивался акведук, четыре арки которого сохранились до наших дней.
После освобождения Каталонии от правления мусульман территория оказалась частью «Испанской марки» — границей между владениями арабов и Франкского государства. В Пинеде сохранилась часть замка Монтпалау, построенного в XI веке, владельцы которого вместе с владельцами замка в Палафольсе правили практически всем регионом Маресме.
В 1079 году была построена церковь Св. Марии. В конце XII века вблизи церкви появились первые дома, сосредоточенные вдоль via Augusta. В 1338 году виконт Бернат II Кабрерский, присвоил этому месту статус поселения.
В XVI веке прибрежные территории часто подвергались нападению пиратов и турецких корсаров, что привело к строительству фортификационных сооружений. В XVII веке росту населения и развития региона мешали войны между Испанией и Францией, а также эпидемии. После окончания войны за испанское наследство в 1714 году население Пинеды стало быстро расти — за 70 лет оно увеличилось с 493 до 1163 человек. Основным занятием жителей было по-прежнему сельское хозяйство, главным образом выращивание пшеницы и виноделие. Также было развито рыболовство, а женщины занимались плетением кружев.
Пинеда-де-Мар, как и остальные части Испании, пожинала плоды военных конфликтов, происходивших в соседних регионах Европы в XIX веке, в частности, Революционных войн во Франции и Карлистских гражданских войн в Испании. Несмотря на появление железной дороги, для второй половины века характерной стала стагнация. Поселение было по-прежнему сосредоточено вокруг римской дороги.
Начало интенсивного демографического развития и урбанизации пришлось на первые декады XX века. Большую роль в этом сыграл республиканец Мануэль Серра и Морет, основатель Unió Socialista de Catalunya, который был мэром Пинеды с 1914 по 1923 годы. Под его содействием было проведено архитектурное обустройство муниципалитета (проект Plànol General d’Alineacions de Places i Carrers de la Vila de Pineda 1922 года).
В это время Пинеда стала популярным местом отдыха богатых семей из Барселоны, в 1930-х численность населения достигла 3000 человек. В 1960-х развитие индустрии и туризма привели к резкому увеличению населения. В городе появились новые районы (например, Poblenou), на побережье стали отстраивать отели и частные апартаменты. К 1990-м численность населения возросла до 17 тыс. чел., а сейчас составляет более 25 тыс.

## Население
| Год  | Численность | Численность   |
| ---- | ----------- | ------------- |
| 1717 | 493         | [ 4 ]         |
| 1787 | 1663        | [ 4 ]         |
| 1857 | 1855        | [ 4 ]         |
| 1860 | 1858        | [ 4 ]         |
| 1877 | 1609        | [ 4 ]         |
| 1887 | 1859        | [ 4 ]         |
| 1900 | 1807        | [ 4 ]         |
| 1910 | 1889        | [ 4 ]         |
| 1920 | 2185        | [ 4 ]         |
| 1930 | 3275        | [ 4 ]         |
| 1936 | 3262        | [ 4 ]         |
| 1940 | 3004        | [ 4 ]         |
| 1945 | 3102        | [ 4 ]         |
| 1950 | 3188        | [ 4 ]         |
| 1955 | 3253        | [ 4 ]         |
| 1960 | 3718        | [ 4 ]         |
| 1965 | 5094        | [ 4 ]         |
| 1970 | 7776        | [ 4 ]         |
| 1975 | 10 750      | [ 4 ]         |
| 1981 | 11 739      | [ 4 ]         |
| 1986 | 13 951      | [ 4 ]         |
| 1991 | 16 317      | [ 4 ]         |
| 2001 | 20 871      | [ 5 ]         |
| 2002 | 21 958      | [ 6 ]         |
| 2003 | 22 843      | [ 7 ]         |
| 2004 | 23 539      | [ 8 ]         |
| 2005 | 24 702      | [ 9 ]         |
| 2006 | 25 504      | [ 10 ]        |
| 2007 | 25 568      | [ 11 ]        |
| 2008 | 25 931      | [ 12 ]        |
| 2009 | 26 203      | [ 13 ]        |
| 2010 | 25 893      | [ 14 ]        |
| 2011 | 26 040      | [ 15 ]        |
| 2012 | 26 066      | [ 16 ]        |
| 2013 | 26 157      | [ 17 ]        |
| 2014 | 25 948      | [ 18 ]        |
| 2015 | 25 968      | [ 19 ]        |
| 2016 | 26 240      | [ 20 ]        |
| 2017 | 26 349      | [ 21 ]        |
| 2018 | 26 659      | [ 22 ] [ 23 ] |
| 2019 | 27 272      | [ 24 ]        |
| 2020 | 27 984      | [ 25 ]        |
| 2021 | 27 974      | [ 26 ]        |
| 2022 | 28 083      | [ 27 ]        |
| 2023 | 28 751      | [ 28 ]        |
| 2024 | 29 455      | [ 3 ]         |

## Транспорт
Через Пинеду-де-Мар проходит национальная дорога N-II, также можно добраться до города по платному автобану C-32 (съезд 122).
Город расположен примерно посередине между Барселоной и Жироной, с которыми хорошо налажено транспортное сообщение, в частности, с аэропортами Жирона — Коста-Брава и Барселона. От аэропорта Жирона — Коста-Брава несколько раз в день ходит автобус до Коста дель Маресма/Коста-Брава. С Барселоной муниципалитет связывает железнодорожная линия RENFE C1, проходящая вдоль побережья от Барселоны до Бланес/Массанет-де-ла-Сельва. Электрички ходят с периодичностью 20 минут.
В самом городе летом также туристический транспорт.

## Галерея

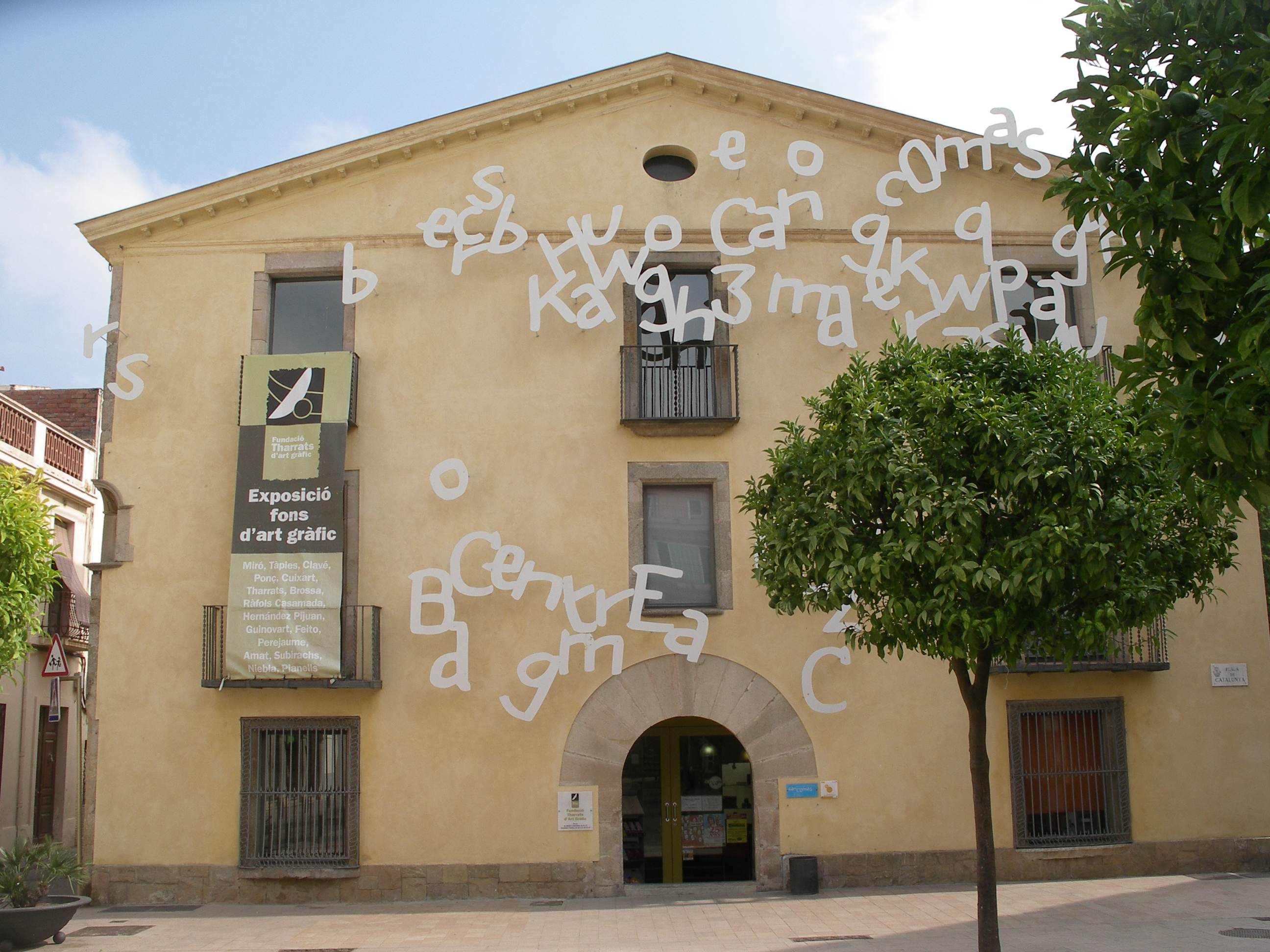
Кан Комас
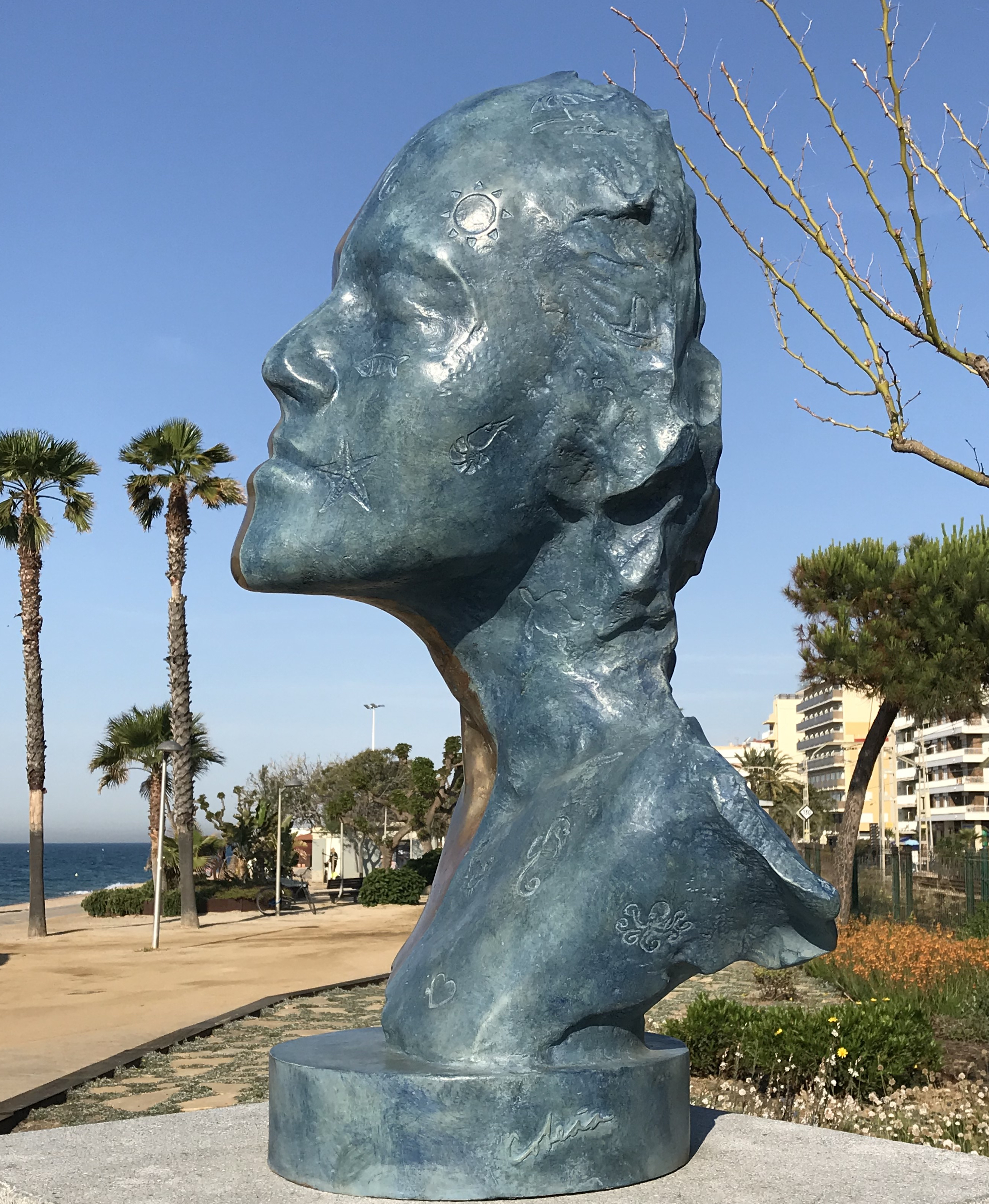
Скульптура Тедди Кобенья (Teddy Cobeña)
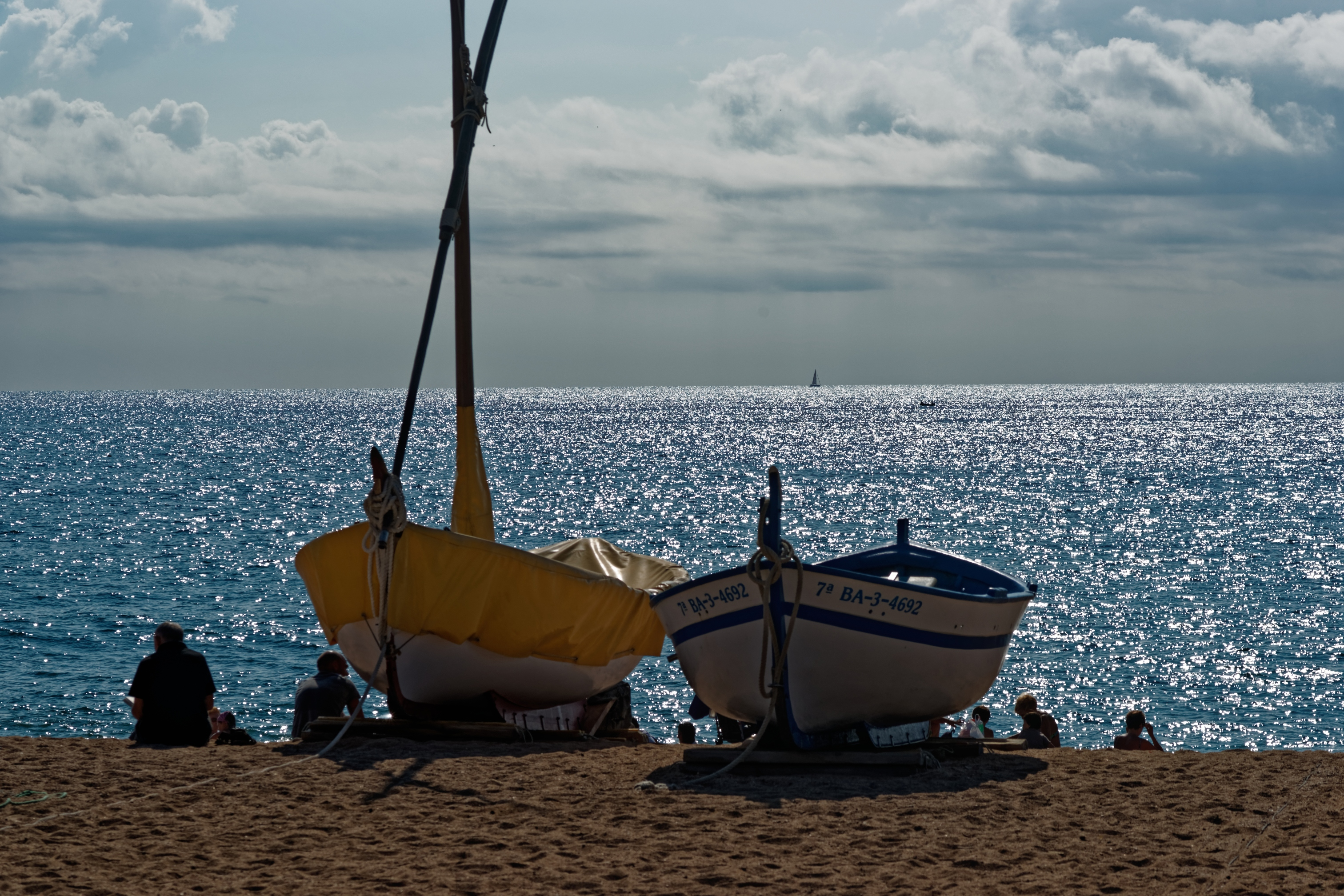
Пляж